# Jiří Dvořák (neurolog)
Jiří Dvořák (22. listopadu 1948, Hulín) je švýcarský neurolog českého původu. Působil jako titulární profesor neurologie na univerzitě v Curychu se specializací na onemocnění páteře. Má za sebou více než čtyři desetiletí zkušeností s preventivní péčí v muskuloskeletální a sportovní medicíně, z toho 23 let pracoval jako vedoucí lékař FIFA. Ve své profesní kariéře se zaměřoval na preventivní péči u onemocnění páteře, sportovní poranění a s tím spojených příznaků.

## Lékařská kariéra
Studia lékařství zahájil na Univerzitě Karlově v Praze. Po okupaci v roce 1968 opustil z politických důvodů Československo a pokračoval ve studiích v Curychu. Školu zakončil v roce 1974 a v roce 1976 promoval jako lékař. Specializoval se na neurologii a sportovní medicínu. Stál u zrodu mnoha preventivních programů, včetně programu 11+, který až o polovinu snížil výskyt poranění fotbalistů. V roce 1993 se stal zástupcem šéfredaktora časopisu Spine a v roce 2005 senior editorem časopisu British Journal of Sport Medicine (BJSM). Patří k zakladatelům Evropské spinální společnosti, největší společnosti se zaměřením na nemoci spojené s páteří na světě.

### Medicínské úspěchy ve fotbale
V medicíně zaměřené na fotbal patří Jiří Dvořák k největším expertům. Jako neurolog analyzoval biomechaniku nárazu fotbalového míče do hlavy, na základě jeho výsledků zavedla zdravotní komise FIFA červenou kartu za incidenty „s úderem lokte do hlavy“. To vedlo ke snížení zranění hlavy během světového poháru FIFA v Německu v roce 2006.
Po náhlém úmrtí Marca-Viviena Foé, který v zápase v roce 2003 zkolaboval následkem srdečního selhání, zavedl profesor Dvořák se svými spolupracovníky povinné zdravotní vyšetření hráčů před fotbalovými soutěžemi a povinnou zdravotní výbavu pro akutní případy se zaměřením na náhlou srdeční zástavu na stadionech. V rámci globálního přístupu k ochraně zdraví fotbalistů a atletů se jeho tým pustil do výzkumu sportu v extrémních podmínkách (přílišné horko, vysoká nadmořská výška, půst během posvátného měsíce Ramadánu) a na základě výsledků nabídl praktická doporučení pro hráče a trenéry.

### Boj proti dopingu
V roce 1994 se během světového poháru FIFA v USA podílel na analýze pozitivního dopingového testu Diega Maradony. Tím začal Dvořákův boj proti dopingu ve fotbalu, v letech 2008–2016 pracoval ve zdravotnické a vědecké komisi WADA. Během jeho působení v pozici vedoucího lékaře FIFA nebyl při soutěžích po Maradonovi zaznamenán jediný pozitivní případ dopingu. Následná antidopingová strategie však odhalila extrémní nadužívání různých léků fotbalisty na všech úrovních a ve všech věkových kategoriích.

### Preventivní programy pro děti
Jiří Dvořák využil popularitu fotbalu k šíření zdravotní osvěty mezi dětmi ve školách v Africe před světovým pohárem FIFA v roce 2010, který se konal v JAR. Následně stejnou metodu aplikoval v jihovýchodní Asii, Jižní Americe a v Dánsku. Program s názvem 11 pro zdraví má za cíl řešit nejčastější nemoci, se kterými se mládež v těchto zemích potýká. Informace o zdraví, výživě či důležitosti mytí rukou, sdělovali dětem v této kampani slavní fotbalisté jako Carles Puyol nebo Lionel Messi.

### Biomechanika páteře
Více než 30 let byl Dvořák také aktivním specialistou na onemocnění páteře na klinice Schulthess v Curychu. Přispěl k rozvoji znalostí o klinické biomechanice páteře, především krční. Později podpořil vývoj peroperačního neuromonitoringu IONM během náročných spinálních zákroků. Text o této práci ocenil časopis European Spine Journal jako nejlepší klinický článek roku 2018/19.

### Současnost
V současnosti je Dvořák spoluzakladatelem a seniorním poradcem kliniky BWC v Bangkoku, která patří pod asijskou síť nemocnic BDMS (Bangkok Dusit Medical Services). V letech 2020 a 2021 se aktivně podílel na posouzení kvality výzkumů lékařských fakult Univerzity Karlovy.
Věnuje se také literární činnosti, v roce 2022 vydal společně s kolegy knihu Health brings wealth, česky vyšlo pod názvem Zdraví nad zlato (Grada, 2022, ISBN 978-80-271-3853-1).